# Црква Успења Пресвете Богородице у Габели
Црква Успења Пресвете Богородице је српска православна црква која се налази у Габели, Чапљина, а припада Епархији захумско-херцеговачкој и приморској.
Изграђена је 1864. године, а проглашена за Национални споменик Босне и Херцеговине заједно са православним гробљем са 155 гробова и иконостасом са дванаест икона.
Црква се налази на локалитету Ривина у махали Бријег, око 80 метара севеозападно од археолошког подручја Габела.

## Опис
Према концепту просторне организације припада једнобродним црквама са припратом, наосом и полукружним олтарским простором и звоником на преслицу. Димензије су 14,15 х 7 метара са олтарским простором и висине са звоником око 11 метара.
Иконостас је димензија 480 х 441 цм, са 12 икона и Царским дверима. Украшен је архитектонским елементима, пиластрима, који деле поља са иконама распоређеним у три хоризонталне зоне.
Уз цркву се налази гробље са 151 надгробним спомеником и спомен-костурницом.

## Историјат
Црква је изграђена 1864. године. Новац за изградњу укупно седам цркви Захумско-херцеговачке и приморске епархије прикупио је мостарски парохијски свештеник Прокопије Чокорило у Русији. Средства је дао и султан Абдул Азиз (1861–1876).
Споменик, гробница-костурница подигнута је 1946. године православним Србима убијеним 1941. у долини реке Неретве. Током рата у Босни и Херцеговини 1992—1995 порушена је спомен-костурница која је обновљена 2009. године.